# Estadio BBVA Bancomer
Az Estadio BBVA Bancomer (más néven Estadio Rayado, a 2026-os világbajnokságon: Estadio de Nueva Leon[forrás?]) egy labdarúgó-stadion a mexikói Új-León államban található monterreyi agglomerációban, Guadalupe község területén. A CF Monterrey otthona. A stadionban César Montes szerezte az első gólt.

## Története
A CF Monterrey korábban több helyszínen, legutoljára az Estadio Tecnológicóban játszotta hazai mérkőzéseit, amelyet az új stadion felépültével lebontanak. A BBVA Bancomer stadion mintegy 200 millió dolláros költséggel épült, így az Estadio Omnilifével együtt Mexikó legdrágább stadionja lett. Az avatásra 2015. augusztus 1-én Enrique Peña Nieto elnök jelenlétében került sor, másnap látványos ünnepséggel nyitották meg a stadiont.

## Az épület
A modern stílusú, szabálytalanul hullámzó alakú stadiont az építő cég, a Populous szerint Monterrey ipari öröksége és a város jelképe, a Cerro de la Silla hegyek formája ihlette. A stadionban két étterem működik, minden szék pohártartóval van felszerelve, a nézők pedig az ingyenes WiFi és telefonjuk segítségével kapcsolatba léphetnek az óriáskivetítőkkel is. A környezetvédelem jegyében az épület környékén 2100 fát is elültettek. A névhasználati jogot 10 évre a BBVA Bancomer vásárolta meg.